# Gerhard Bendz

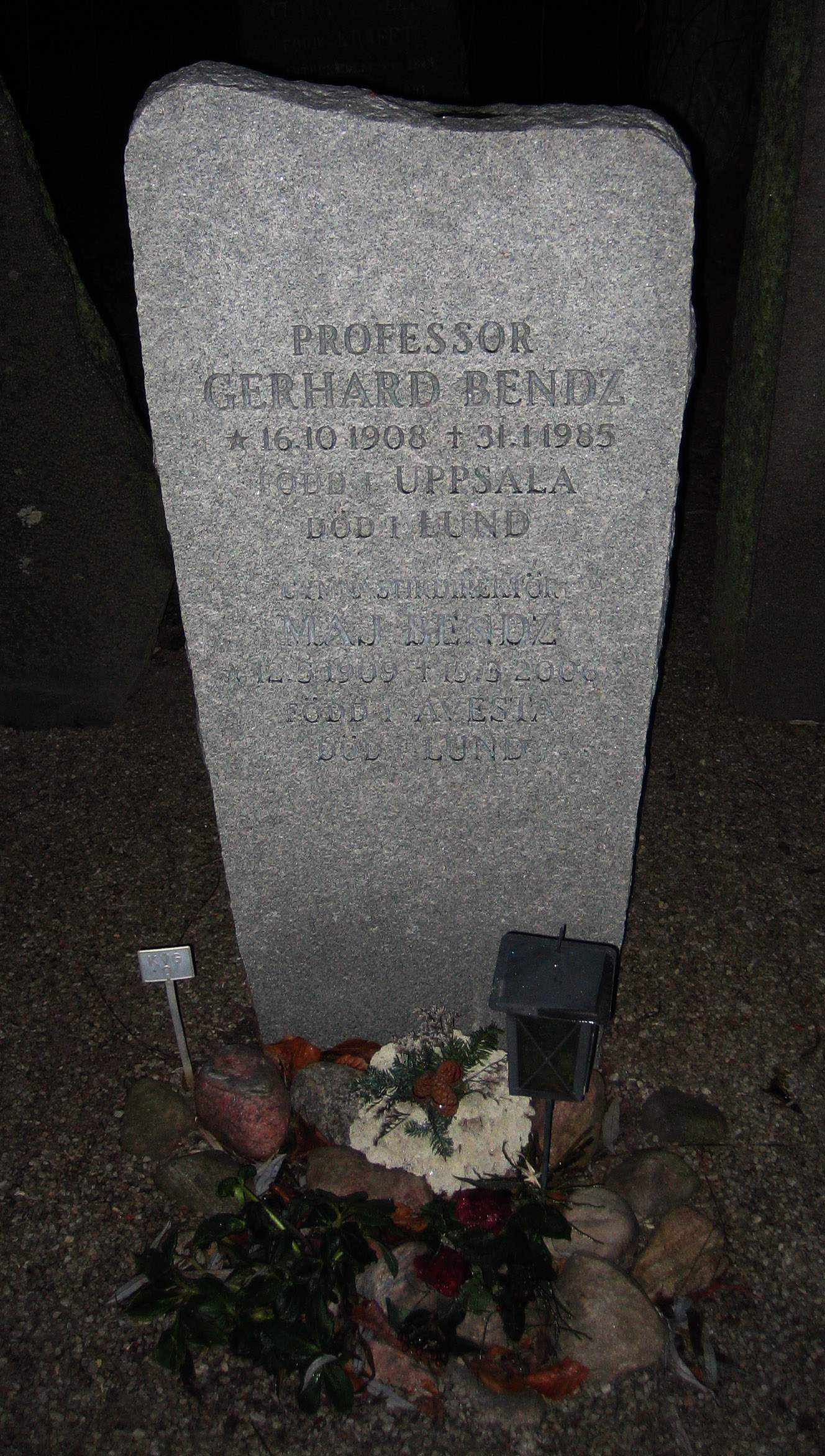
Gerhard Bendz grav på Norra kyrkogården i Lund.

Claës Gerhard Mortimer Bendz, född 16 oktober 1908 i Uppsala, död 31 januari 1985 i Lund, var en svensk språkvetare. Han var professor i klassisk filologi i Köpenhamn 1963–1972 och professor i latin vid Lunds universitet 1972–1975. Han var son till Georg Bendz och brorsons son till Hans Bendz.
Bendz blev filosofie doktor 1938 och docent i latinska språket vid Lunds universitet samma år. Från 1946 var han lärare vid Hvitfeldtska högre allmänna läroverket. Han var även direktör för Gleerups förlag från den 1 september 1949 till den 31 december 1954 när han lämnade denna befattning för att åter verka som docent.
Bendz publicerade bland annat vetenskapliga arbeten, handledningar i latin för bland andra medicinare och han gav ut bearbetade nyutgåvor av Erland Lagerlöfs översättningar av Iliaden och Odysséen samt Claes Lindskogs översättning av Herodotos Historia. Han var även verksam som förlagsdirektör och redaktör på Bokförlaget Bra Böcker. För allmänheten var han förmodligen mest känd som en av "De lärde i Lund" i TV-programmet Fråga Lund, vars första expertpanel han tillhörde.
Han var gift med gymnastikdirektören Maj Bendz (1909–2006) och de fick fem barn. Han var efter skilsmässa från henne sambo med neurokirurgen Gunvor Kullberg (född 1927) och de fick tre barn.
Gerhard Bendz ligger begravd på Norra kyrkogården i Lund.

## Översättningar
- Paul Géraldy: Mannen och kärleken (L'homme et l'amour) (Jan, 1949)
- Jørgen Bang: Kortfattad italiensk grammatik (Kortfattet italiensk grammatik) (Gleerup, 1953)
- Livius: Roms historia. Bok 21, Hannibal invaderar Italien (Gleerup, 1954)
- Phaedrus: Fabler (Fabulae aesopiae) (originalets text med svensk tolkning) (Natur & Kultur, 1962)
- Latinska sentenser och citat från två årtusenden (Ur A book of Latin quotations) (urval av Gerhard Bendz och Norbert Guterman, övers. från latin av Gerhard Bendz) (Beckman, 1967)

## Priser och utmärkelser
- 1968 – Letterstedtska priset för översättningar för Latinska sentenser och citat